# 道格·蒙喬伊
道格·蒙喬伊（英語：Doug Mountjoy，1942年6月8日—2021年2月14日），是一名威爾斯司諾克球員，來自威爾斯格拉摩根的格利蓋爾的蒂爾伊伯斯。從1970年代後期到整個1980年代，他都是職業司諾克巡迴賽的成員，並連續11年保持在世界排名前16位。他參加了1977年的司諾克大師賽，並以替補球員的身份進入賽事，開始他的職業司諾克生涯。他贏得了1978年英國錦標賽和1979年愛爾蘭大師賽。蒙喬伊在1981年世界司諾克錦標賽決賽中敗給史蒂夫·戴維斯。他在1985年的大師賽輸給克里夫·索本也獲得了亞軍，但到1988年他已經跌出前16名。
蒙喬伊在40多歲時重獲新生，46歲的他在1988年英國錦標賽決賽中擊敗史蒂芬·亨德利。隨後，他還贏得下一個排名賽事，即1989年經典賽，到1988-89賽季結束時，他重新回到前16名，並一直保持到1992年。他的世界排名在1990-1991年達到第五位。在他的職業生涯中，他還贏得了五次威爾斯職業錦標賽冠軍。
1993年被診斷出患有肺癌，蒙喬伊在50歲時獲得了參加世界錦標賽的資格，就在幾週前，他接受切除肺部的手術。他繼續打職業賽直到1997年，在1997年至1999年期間擔任阿拉伯聯合酋長國司諾克協會的教練，並在2002年之前偶爾出現在世界司諾克錦標賽上。蒙喬伊中風後於2021年2月去世。

## 早期生活
蒙喬伊出生於1942年6月8日，地點在威爾斯格拉摩根的格利蓋爾的蒂爾-貝斯。他在埃布谷郊區長大，當了幾年煤礦工人，業餘時間打司諾克。他年輕時在南威爾斯山谷是個受歡迎的球員，贏得許多業餘錦標賽，包括兩次威爾斯業餘錦標賽冠軍，並在1976年的世界業餘錦標賽以11-1擊敗保羅·米夫蘇德贏得冠軍。在世界業餘錦標賽獲勝後，他在34歲轉為職業選手。

## 職業生涯
蒙喬伊的第一場職業比賽是1977年在新倫敦劇院舉行的大師賽，他是作為後期替補參加的。在擊敗前世界冠軍約翰·普爾曼、佛雷德·戴維斯和亞歷克斯·希金斯進入決賽后，他以7-6擊敗衛冕大師賽冠軍和衛冕世界冠軍雷·里爾頓奪得冠軍。
幾個月後的1977年世界錦標賽上，他在第一輪再次擊敗希金斯，但在四分之一決賽中以11-13輸給了丹尼斯·泰勒。1977年底，他進入了首屆英國錦標賽的決賽，以9-12負于帕齊·費根。然而，他在1978年英國錦標賽上以15-9擊敗大衛·泰勒贏得冠軍，並在同一賽季以6-5擊敗雷·里爾頓贏得愛爾蘭大師賽。他贏得了1980年的冠中冠賽，在決賽中以10-8戰勝約翰·維戈。蒙喬伊還贏得了1978年的 Pot Black 賽事。
在1979年和1980年的前兩屆司諾克世界挑戰盃，他成為威爾斯隊的一員。他在1980年威爾斯職業錦標賽中獲勝後，患上了貝爾氏麻痹症，導致顏面部分癱瘓。在疾病復原後，他進入了1981年世界錦標賽的決賽。他先後擊敗了埃迪·查爾頓、丹尼斯·泰勒和半決賽對手雷·里爾頓（他打破了當時的單桿最高紀錄145分）。然後他在決賽中與史蒂夫·戴維斯交手。戴維斯是贏得他第一個世界冠軍的熱門人選，並且贏得比賽的前六局，似乎可以輕鬆獲勝。然而，蒙喬伊恢復狀態，並多次接近平局。他以11-13落後，在第25局以60-63的比分落後，他看起來肯定會將戴維斯的領先優勢縮小到一局，但卻錯過了一個簡單的藍球。戴維斯繼續清除色球，僥倖打進最後的黑球。當戴維斯以18-12贏得比賽時，蒙喬伊只多贏了一局。
在那次世錦賽之後，他只獲得很少的冠軍頭銜。他在1982年和1984年贏得了威爾斯職業錦標賽冠軍，延續1980年的戰果。在1985年的大師賽中，他再次回到了大滿貫決賽，以6-9輸給了克里夫·索本。蒙喬伊還於當年3月奪回了 Pot Black 稱號。
他在1987年贏得了另一個威爾斯冠軍頭銜，但在其他方面努力恢復他以前的狀態，包括在1986年英國錦標賽的第一輪中以 1-9 擊敗史蒂夫朗沃斯。到 1988 年，他的世界排名在前 16 位。然而，在 1988-89 司諾克賽季，他進入了 1988 年英國錦標賽的決賽，在那裡他遇到了史蒂芬·亨德利。他以 16-12 獲勝並獲得了他的第一個排名賽勝利，一度連續三局獲得單桿破百。1989 年 1 月，他贏得了經典賽，在決賽中擊敗同胞威爾斯人韋恩·瓊斯，連續贏得排名賽冠軍。這足以讓他在下個賽季重返前16名。到了1990年，他已位居世界第五。直到1992年，他一直保持在前16名。
蒙喬伊於1993年被診斷出患有肺癌，而他多年來一直吸煙。那一年，50歲的他在世錦賽首輪以10-6擊敗艾倫·羅比杜，就在幾週前，他接受了左肺切除手術。這是他最後一次出現在錦標賽的最後階段，並且十五年來他是最後一位出現在克魯西布劇院的50歲以上球員。他在癌症中倖存下來並繼續打司諾克直到1997年，之後他專注於擔任司諾克教練。他在阿拉伯聯合酋長國執教，但確實出現在2002年世界司諾克錦標賽的資格賽中。

## 去逝
蒙喬伊於2021年2月14日因中風去世，享年78歲。世界司諾克巡迴賽主席巴里·赫恩和世界職業撞球與司諾克協會主席傑森·佛格森在一份聯合聲明中說：“道格的確是個可愛的人，在整個1970年代及以後的巡迴賽中，他與許多球員有著深厚的友誼。”

## 外部連結
- Profile on Global Snooker